# 穂積五百枝
穂積 五百枝（ほづみ の いおえ）は、飛鳥時代の人物。姓は臣。穂積咋の子とする系図がある。672年の壬申の乱で大友皇子（弘文天皇）のため兵力動員を行う使者になったが、計略で軍を奪われ大海人皇子（天武天皇）に服した。
名は『日本書紀』に「百枝」と「五百枝」の二種があり、前者は「ももえ」と読まれる。「五」が脱落したもので、五百枝が正しいとする説がある。

## 経歴
壬申の年に大海人皇子（天武天皇）が挙兵したことを知った近江大津宮の朝廷は、各地に使者を派遣して鎮圧のための軍を興させた。このとき倭京への使者にたったのが、五百枝、穂積百足（五百枝の兄）、物部日向であった。ここでいう倭は大和国の「やまと」で、倭京とは飛鳥にあった古い都をいう。そこには留守司として高坂王がおり、3人は王と共に軍の編成を進めた。その陣営は飛鳥寺の西の槻の下にあった。
しかしこのとき、倭では大伴吹負が大海人皇子のために数十人の同志を得て、戦う準備を進めていた。吹負は別の留守司である坂上熊毛と相談して、吹負が外から高市皇子を名乗って近づき、熊毛が内応するという計画を立てた。高市皇子はその頃美濃国にあって大海人皇子のために軍を編成していた。それが早くも大和にまで現れたと虚報を流そうというのである。
6月29日、吹負らは飛鳥寺の西の槻の下の陣営に入り、内応を得て軍の指揮権を乗っ取った。その場にいた五百枝と日向は何もできなかったらしい。別の場所にいた百足は呼び寄せられて殺され、五百枝と日向は監禁された。二人はしばらくしてから赦されて、大海人皇子側の軍に加わった。